# ナチョ・フェルナンデス
ナチョ・フェルナンデス（スペイン語: Nacho Fernandez）こと ホセ・イグナシオ・フェルナンデス・ガルシア（スペイン語: José Ignacio Fernández Garcia, 1973年5月5日 - ）は、スペイン・アストゥリアス州ヒホン出身のサッカー指導者。

## 来歴
主にスペイン国内のサッカークラブで指導者としてのキャリアを重ね、ヘタフェCFのヘッドコーチなどを歴任。2019年から2021年までアトレティコ・マドリードBの監督を務めた。2021年から2022年までバレンシアCFのヘッドコーチに就任。2022年6月12日、J2 FC琉球の監督に就任し チームの立て直しが期待されたが、指揮を執り始めた6月26日の町田ゼルビア戦時点でJ2最下位の22位だったチームを浮上させることはできず、1試合を残してJ3自動降格圏の順位が確定した（最終順位は21位）。同年10月19日に2022年シーズンをもって契約満了により琉球の監督を退任すると発表された。

## 指導歴
- 2011年 - 2015年： ADアルコルコン ヘッドコーチ
- 2015年 - 2016年： デポルティーボ・アラベス ヘッドコーチ
- 2016年 - 2018年： ブルゴスCF ヘッドコーチ
- 2018年 - 2019年： ヘタフェCF ヘッドコーチ
- 2019年 - 2021年： アトレティコ・マドリードB 監督
- 2021年 - 2022年： バレンシアCF ヘッドコーチ
- 2022年6月 - 2022年10月： FC琉球 監督

## 資格
- UEFAプロライセンス（英語版）